# Tsutomu Ogura
Tsutomu Ogura (小倉 勉 Ogura Tsutomu?, nacido el 18 de julio de 1966 en Osaka) es un exfutbolista y entrenador japonés. Actualmente está sin club.

## Trayectoria
Ogura se convirtió en asistente técnico del JEF United Ichihara de 1992 a 2006. Desde 2006, se convirtió en entrenador asistente de la selección de Japón bajo la dirección del entrenador; Ivica Osim (2006–2007) y Takeshi Okada (2008–2010). 
Después de la Copa Mundial de la FIFA 2010, Ogura se convirtió en el asistente de la selección sub-23 de Japón con el objetivo de participar en los Juegos Olímpicos 2012 bajo la dirección de Takashi Sekizuka. El seleccionado japonés avanzó a las semifinales, lo que contribuyó a su cuarto puesto.
Después de los Juegos Olímpicos, Ogura se convirtió en asistente técnico en el Omiya Ardija, bajo la dirección del técnico esloveno Zdenko Verdenik.En agosto de 2013, Verdenik fue despedido y Ogura se convirtió en el nuevo entrenador del club.
A partir de 2014, Ogura se convirtió en entrenador asistente del Ventforet Kofu (2014) y JEF United Chiba (2015-2016).En 2019, Ogura estuvo con el Yokohama F. Marinos, donde logró uno de sus mayores logros en el club, al supervisar como director deportivo su primer título de la J1 League.
En 2023, Ogura disfrutaría de un éxito similar como subdirector del club de la J2 League, Tokyo Verdy, de 2022 a 2024, guiando al equipo a un ascenso tras 15 años de ausencia. en la máxima categoría.
El 1 de febrero de 2024, la Asociación de Fútbol de Singapur anunció el nombramiento de Ogura como entrenador de la selección absoluta y de la sub-23 con un contrato de dos años. En junio de 2025, presentó su renuncia al cargo por "motivos personales".

## Clubes

### Como entrenador
| Club                  | País     | Año       |
| --------------------- | -------- | --------- |
| Omiya Ardija          | Japón    | 2013      |
| Selección de Singapur | Singapur | 2024-2025 |